# Johannes Simon van der Walt
Johannes Simon van der Walt (geboren op 11 mei 1961) is een Schots componist, muziekpedagoog en trompettist. Zijn ouders zijn van Engelse en Zuid-Afrikaanse afkomst. 

## Levensloop
Na zijn basisopleiding aan de Claremont High School in East Kilbride (Schotland) studeerde hij van 1978 tot 1981 Psychologie aan de Universiteit van Edinburgh en van 1990 tot 1992 aan de Universiteit van Napier in Edinburgh trompet en compositie. Verder studeerde hij muziekpedagogiek  aan de Universiteit van Dundee en elektroakoestische compositie aan de Universiteit van Glasgow. In 2005 begon hij een research studie bij Gordon McPherson in compositie voor promotie tot Ph.D. (Philosophiæ Doctor) aan de Royal Scottish Academy of Music and Drama (RSAMD) in Glasgow
Hij was tot 2005 docent voor opnametechniek en compositie aan het Stevenson College in Edinburgh. Tegenwoordig is hij docent aan de Royal Scottish Academy of Music and Drama (RSAMD) in Glasgow. Verder is hij tweede dirigent van het Invention Ensemble, voor dat hij van 1978 tot 2002 extensief gecomponeerd heeft. Als musicus speelt hij vooral trompet, maar ook trombone, gitaar en verschillende slagwerk-instrumenten. 
Vanaf rond 2000 werkt hij ook international. Zo ging zijn werk Peroration voor orgel in Leeuwarden in première. In hetzelfde jaar schreef hij twee werken voor het Paragon Ensemble. Het Orlando Ensemble verzorgde tijdens het Dartington International Summer Festival de première van zijn werk Hanc Marginis.... In 2005 kreeg hij een compositie-opdracht van het Nederlandse Esquire Saxofoonkwartet.

## Compositie

### Werken voor orkest
- 1995 How Two Minds Can Know One Thing, in drie bewegingen voor kamerorkest
- 1997 Many Paths Toward the Light; Truth the Only Compass, voor orkest
- 1997 The Willow Bay where Eagles are heard, voor orkest
- 2002 Answers from last week, voor klein orkest met pauken

### Werken voor harmonieorkest
- 1992 Soutra Aisle, voor harmonieorkest
- 1994 Studies of Nucleate Boiling in Thin Liquid Layers, voor kamerensemble, symfonisch blaasorkest en jazz-bigband 
  1. Part 1 (voor kamerensemble) Tekst
  2. Part 2 (voor symfonisch blaasorkest) Appendices and Figures
  3. Part 3 (voor jazz-bigband) There Is No Part Three
- 1999 Dialog, voor didjeridu en harmonieorkest

### Vocale muziek
- 1997 ...certain players are finding reserves of energy..., voor zangstemmen, 2 keyboards en elektrische bas
- 1998 Be sure to concentrate while you are degaussing!, voor zangstem en piano
- 2000 The Pearl, voor mezzosopraan, dwarsfluit, klarinet, piano, harp, 2 violen, altviool en cello
- 2002 Hanc marginis..., voor vier stemmen
- 2006 Schaduwee, zangcyclus voor sopraan, piano, vier fagotten, gettoblaster en video (in samenwerking met: Sue Wood)

### Kamermuziek
- 1991 The Knowing of Things Together, voor Didjeridu, 2 dwarsfluiten en altfluit, 3 trombones, conga drums en 2 wijn flessen (rood)
- 1993 Rate-limiting Step, voor cello en harp
- 1995 rev.2005 Faint Clicks, voor 4 sopraansaxofoons (of 4 hobo's)
- 1996 Two Protozoans (and a Sponge), voor 4 dwarsfluiten
  1. Paramecium caudatum
  2. Plasmodium virax; 2 forms
  3. Euspongia mollissima
- 1996 Seven Lies Regarding the Nature of Existence, voor saxofoonkwartet (première door "Het Fries Saxofoonkwartet" op 22 november 2001 in de Bidler in Warga)
- 1997 Tonal Anarchists Through the Ages, voor basklarinet, vibrafoon, piano en slagwerk
- 1997 Ritual Preparation of the Performance Space, voor ieder ensemble
- 1998 Ha!, voor strijkers
- 1998 Azure for Flute Mafia, voor vier dwarsfluiten
- 1998 If Piccs Could Fly, voor vier piccolo's
- 1998 ...until someone jumps., voor dwarsfluit, basklarinet (of klarinet), viool, piano en cello
- 2000 Surprising Natural Phenomena, voor flügelhoorn, didjeridu en minidisk
- 2000 Tears of Joy, voor dwarsfluit, elektrische viool, klarinet, altsaxofoon, tenorsaxofoon, twee keyboards (piano of elektrisch piano), elektrisch gitaar, elektrisch basgitaar
- 2001 Pivot, voor klarinet, viool en cello
- 2001 de straalvleugel, voor flügelhoorn en marimba (première door Mariska Postma (flügelhoorn) en Sytze Pruiksma (marimba), in "de Bidler", in Warga op 22 november 2001)
- 2001 Circularthing, voor twee tenorhoorns en twee trombones
- 2002 I walked away from the guy, voor klarinet, viool en piano
- 2002 smir, voor sopraansaxofoon, contrabas, marimba en piano
- 2002 There's always one, voor saxofoonkwartet
- 2002 othing, voor strijkers
- 2003 Muscle Tone, voor sopraansaxofoon en piano
- 2003 Ohom zu oboye no wo?, voor blokfluit en laptop
- 2003 Les Rencontres Naturelles, voor vibrafoon, altviool, contrabas en CD
- 2003 Not in my name, voor drie marimba's en protagonist
- 2003 The Lonely Woodpecker, voor vier altsaxofoons
- 2003 donkerstraat, voor CD, hoorn, tenorsaxofoon, gitaar en basklarinet
- 2003 4thought, voor viool, hoorn, piano, celesta en CD
- 2003 5lip5ide, voor trompet, klarinet (ook basklarinet), piano, contrabas, slagwerk en space gamelan
- 2003 Exactly This, voor trompet, bongo's, contrabas en CD
- 2003 The Blue Box, voor althobo, viool en basklarinet
- 2004 de stem (Mijn stem doet er niet toe), voor saxofoonkwartet (première door het "Esquire Saxophone Quartet" op 27 februari 2005 in SJU huis, Utrecht)
- 2005 joined_at_the_hip, voor dwarsfluit, klarinet, elektrische basgitaar en djun-djuns (Afrikaanse trommen)
- 2006 Tribulation, voor ensemble
- 2006 Diverses Mélodies Nobles, Élevées et Héroïques, pour très grand ensemble, voor dwarsfluit (ook piccolo), trombone, piano, cello, klokkenspel en vibrafoon
- 2006 Being Born, Living on Planet Earth, and Dying, voor dwarsfluit, viool, cello, piano, cimbalom en gettoblaster
- 2006 The Society for Classical and Authentic Music, voor zes hobo's, zes fagotten, twee gettoblasters en dirigent
- Five Inanities, voor koperkwintet

### Werken voor orgel
- 1998 Peroration (première door Piet Groeneveld aan de Christian Müller-orgel uit 1727 in de Grote of Jacobijnerkerk, Leeuwarden op 23 februari 2002)

### Werken voor piano
- 2003 Bridge River Valley

### Werken voor gamelan en Javaanse gamelan
- 1997 Gamelunk, voor Pelog Gamelan en jazzsolist
- 1997 Shenebtya, voor Pelog Gamelan en twee altviolen
- 1998 Mambo Java, voor Pelog Gamelan en fluit
- 1998 An Ominous Flock of Birds, voor Pelog Gamelan en twee fluiten
- 1998 Joko Jive, voor Pelog Gamelan
- 2000 Steadily-Stop!, voor gamelan
- 2002 Adrift & Afloat, voor gamelan
- 2005 Running in the Dark, voor Pelog Gamelan